# Burguillos del Cerro
Burguillos del Cerro est une commune d’Espagne, dans la province de Badajoz, communauté autonome d'Estrémadure.

## Histoire

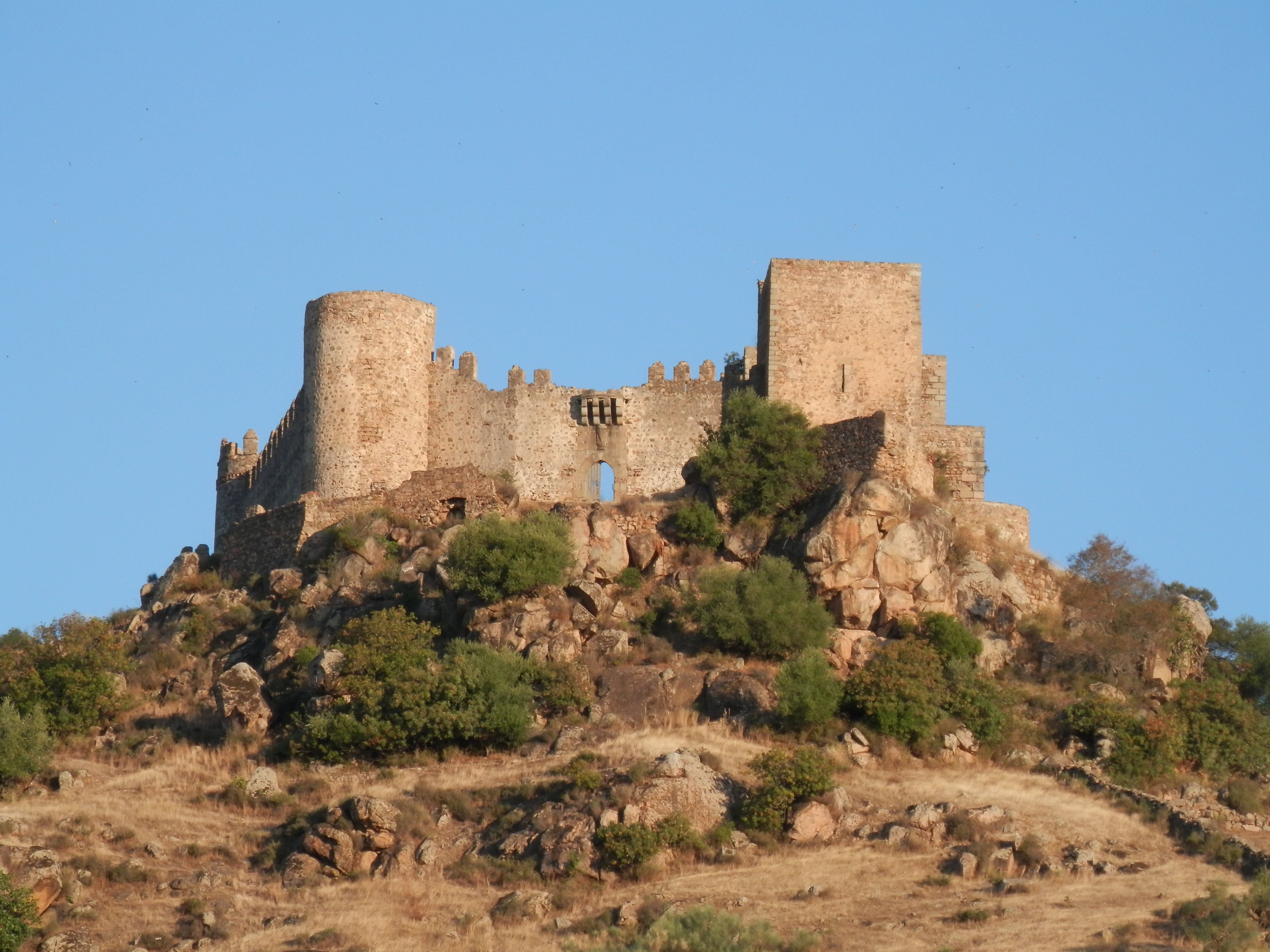
Château de Burguillos.

Burguillos est une ancienne forteresse Almohade capturée dans le cadre de la reconquista au moment de la prise de Badajoz par l'armée du roi Alphonse IX de León avec l'aide des ordres religieux dont les Templiers. En remerciement ces derniers reçoivent les châteaux d'Alconchel (es) et de Burguillos (24 septembre 1230).
Burguillos fait alors partie de la baillie du Temple de Jerez de los Caballeros.
En 1320 et à la suite du procès de l'ordre du Temple, Burguillos est donnée au seigneur Alfonso Fernández Coronel (es).

## Monuments
- Château de Burguillos del Cerro (es)
- Ancienne paroisse de Santa María de la Encina de Burguillos del Cerro (es)